# Будівництво 881 і ВТТ
Будівництво 881 і ВТТ — підрозділ, що діяв в системі виправно-трудових установ СРСР.
Організований між 06.06.46 і 13.07.46;
закритий між 17.03.49 і 15.04.49 (перейменований в Будівництво 915 і ВТТ).

## Підпорядкування і дислокація
- ГУЛПС (Головне Управління таборів промислового будівництва)

Дислокація: Молотовська (пізніше Пермська) обл., м.Березники

## Виконувані роботи
- будівництво цеху «Г» (випускав важку воду для ядерних реакторів) на Березниківському азотно-туковому заводі,
- робота на Солікамському комбінаті будівельних матеріалів з 21.10.47,
- лісозаготівлі

## Чисельність ув'язнених
- 01.01.47 — 2254,
- 01.01.48 — 3455,
- 01.01.49 — 3135